# Schijnkrans

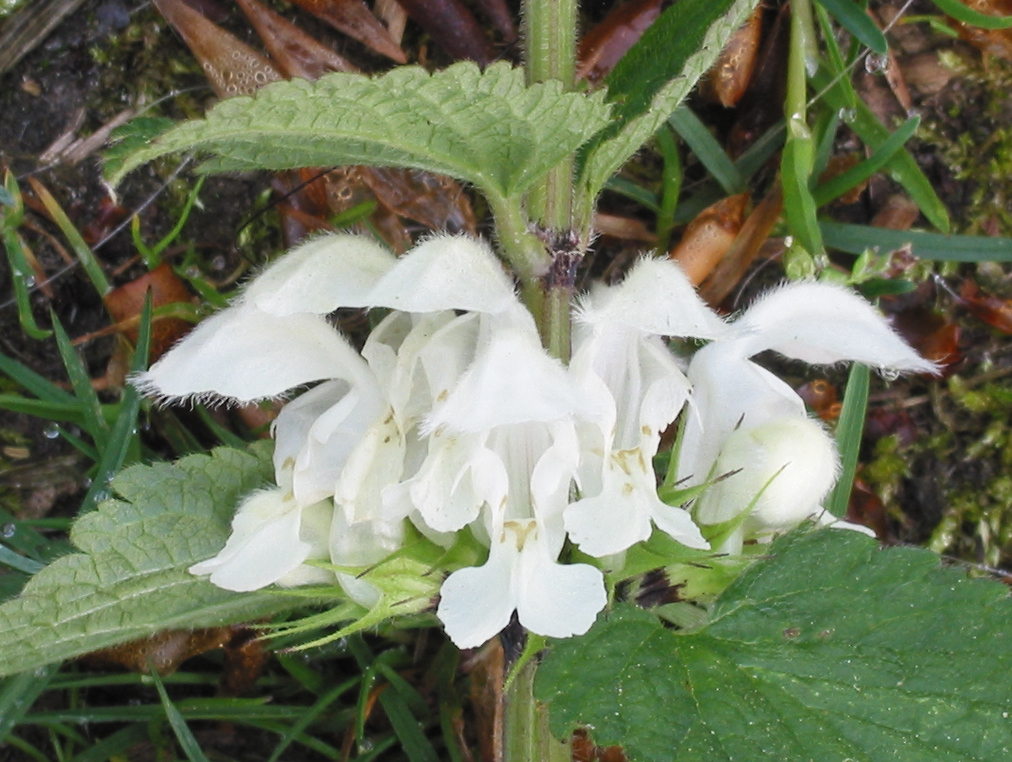
schijnkrans van witte dovenetel

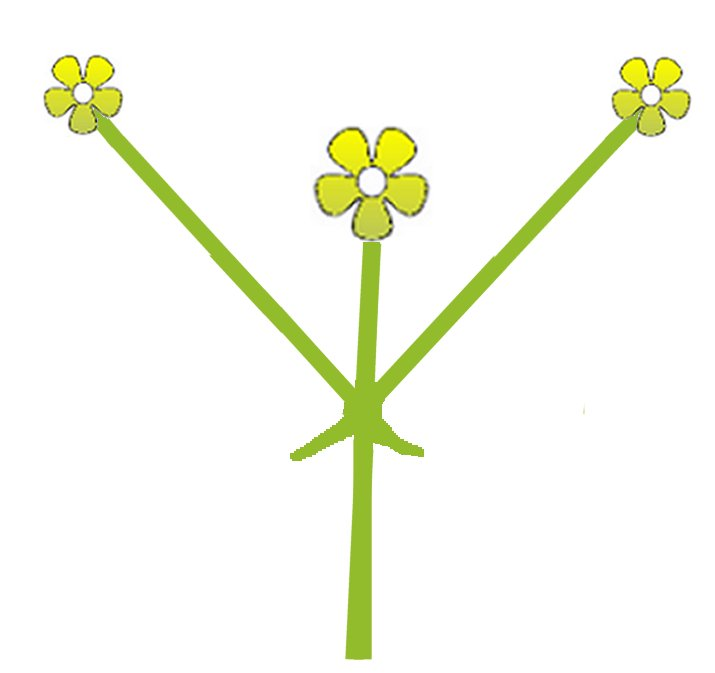
enkelvoudig gevorkt bijscherm

De schijnkrans is een bloeiwijze die bestaat uit twee ineengedrongen gevorkte bijschermen en komt voor bij de lipbloemenfamilie (Labiatae of Lamiaceae).